# Чуфа
Чуфа́, или съедо́бная сыть, или земляно́й минда́ль (лат. Cyperus esculentus) — многолетнее травянистое растение семейства Осоковые (Cyperaceae), культивируемое как пищевое растение из-за съедобных клубеньков на корнях.
Чуфа произрастает в областях Северного полушария с климатом от умеренного до субтропического. Её родиной считается Средиземноморье и Северная Африка.

## История
Некоторые исследователи полагают, что чуфа составляла основу рациона зинджантропов, живших около 2 млн лет тому назад. Растение культивировалось жителями Древнего Египта, где имело важное пищевое значение. Археологи находили чуфу в гробницах II—III тысячелетий до н. э. возле Фив. Об этом растении упоминается в трудах Геродота, Феофраста и Плиния.
В Испанию чуфа была завезена арабами в средние века, и культивируется там в коммерческих масштабах, в основном в области Валенсия. В меньшей степени она культивируется в других странах Средиземноморья и в Гане. Чуфа, или земляной миндаль — культура малораспространенная, хотя обладает высокой питательностью и приятным вкусом.
В России чуфа стала известна с конца XVIII века под названиями зимовник и сыть, в настоящее время её чаще называют чуфа, земляной миндаль или тигровый орех.
Синонимы
- Chlorocyperus aureus (K.Richt.) Palla ex Kneuck.
- Chlorocyperus phymatodes (Muhl.) Palla
- Cyperus aureus Ten. nom. illeg.
- Cyperus aureus (L.) Nyman
- Cyperus bahiensis Steud.
- Cyperus buchananii Boeckeler
- Cyperus callistus Ridl.
- Cyperus chrysostachys Boeckeler
- Cyperus chrysostachyus Boeck.
- Cyperus cubensis Steud.
- Cyperus damiettensis A.Dietr.
- Cyperus fresenii Steud.
- Cyperus fulvescens Liebm.
- Cyperus gracilescens Schult.
- Cyperus gracilis Link nom. illeg.
- Cyperus heermannii Buckley
- Cyperus helodes Schrad. ex Nees
- Cyperus hydra Kunth nom. illeg.
- Cyperus lutescens Torr. & Hook.
- Cyperus melanorhizus Delile
- Cyperus nervosus Bertol.
- Cyperus officinalis T.Nees
- Cyperus pallidus Savi nom. illeg.
- Cyperus phymatodes Muhl.
- Cyperus repens Elliott
- Cyperus ruficomus Buckley
- Cyperus scirpoides R.Br. nom. illeg.
- Cyperus sieberianus Link
- Cyperus tenoreanus Schult.
- Cyperus tenorei C.Presl
- Cyperus tenorianus Roem. & Schult.
- Cyperus tuberosus Pursh nom. illeg.
- Cyperus variabilis Salzm. ex Steud.
- Pterocyperus esculentus (L.) Opiz
- Pycreus esculentus (L.) Hayek

## Ботаническое описание
Многолетнее растение (в культуре выращивается как однолетнее) высотой 30—90 см.
Корневая система хорошо развитая, со множеством тонких корневищ, на которых образуется большое количество (в хороших условиях до тысячи) мелких продолговатых клубеньков длиной до 3 см и шириной 0,5—1 см. Окраска клубеньков от светлой до тёмно-коричневой с желтоватым или розоватым оттенком. На поверхности имеется 3—6 поперечных бороздок. Мякоть белая, сладковатая на вкус, консистенция твёрдая, хрустящая.
Тонкие прямые, трёхгранные в сечении короткие стебли, растущие от клубней, несут многочисленные пучки плоских линейных жёстких листьев шириной 3—10 мм.
Цветки мелкие, невзрачные, двуполые, собраны в зонтичное соцветие, опыляются ветром. В умеренных широтах чуфа нормально растёт и образует клубеньки, но не цветёт.
Чуфа нетребовательна к почве, но даёт лучший урожай на плодородных рыхлых почвах, предпочитает солнечные места и умеренные поливы, на переувлажнённых почвах растёт хуже.

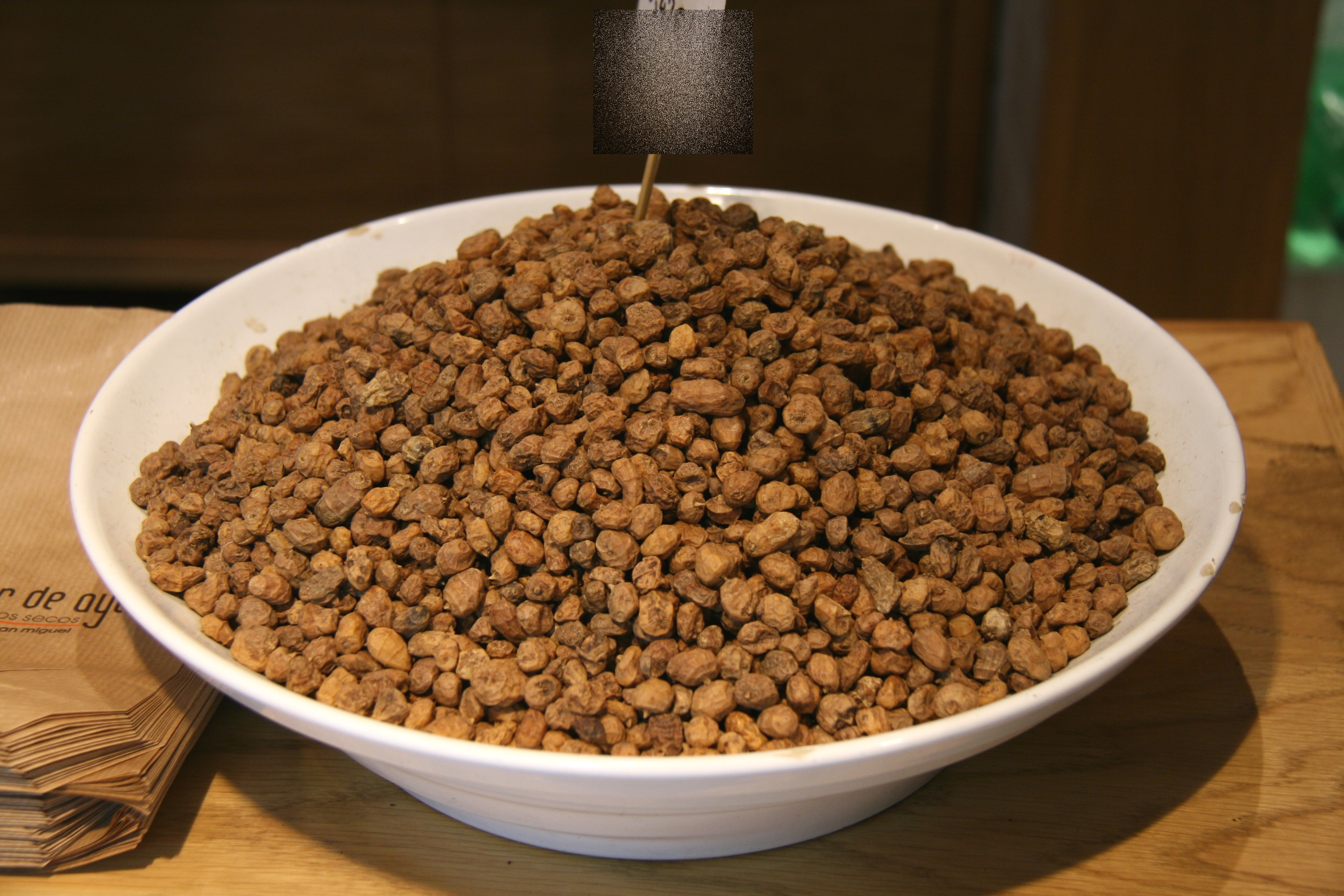
Тарелка с клубеньками чуфы

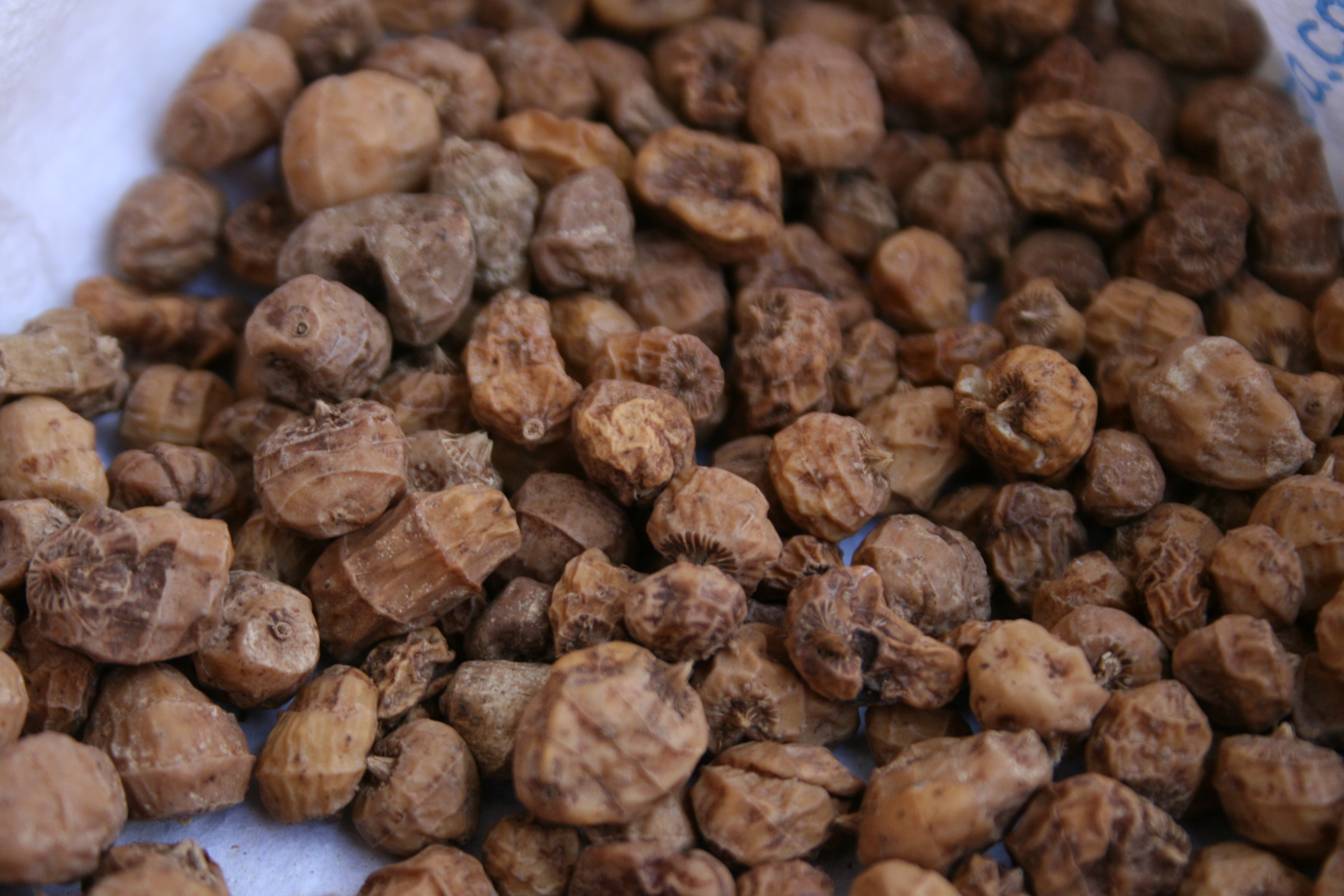
Клубеньки чуфы крупным планом

## Пищевое использование
Клубеньки чуфы съедобны, они содержат 17—25 % жиров, около 20 % крахмала, до 4 % белка и до 28 % сахара и имеют характерный, слегка сладкий, ореховый привкус.
Их едят как в сыром, так и в поджаренном виде. Поскольку клубеньки довольно твёрдые, рекомендуется вымачивать их в воде перед употреблением. Измельчённые клубеньки добавляют в кондитерские изделия, делают из них халву. В Испании из них готовят сладкий прохладительный напиток — орчату. Поджаренные размолотые клубеньки используют как суррогат кофе.
Масло из клубеньков чуфы по химическому составу близко к оливковому. Оно невысыхающее, густеет при окислении, золотистого цвета и приятного вкуса. Используется при изготовлении кондитерских изделий и как столовое масло. Также применяется при изготовлении высококачественного мыла.
Зелень чуфы довольно декоративна, её можно выращивать на клумбах или в качестве бордюрного растения.